# Pembroke College, Oxford

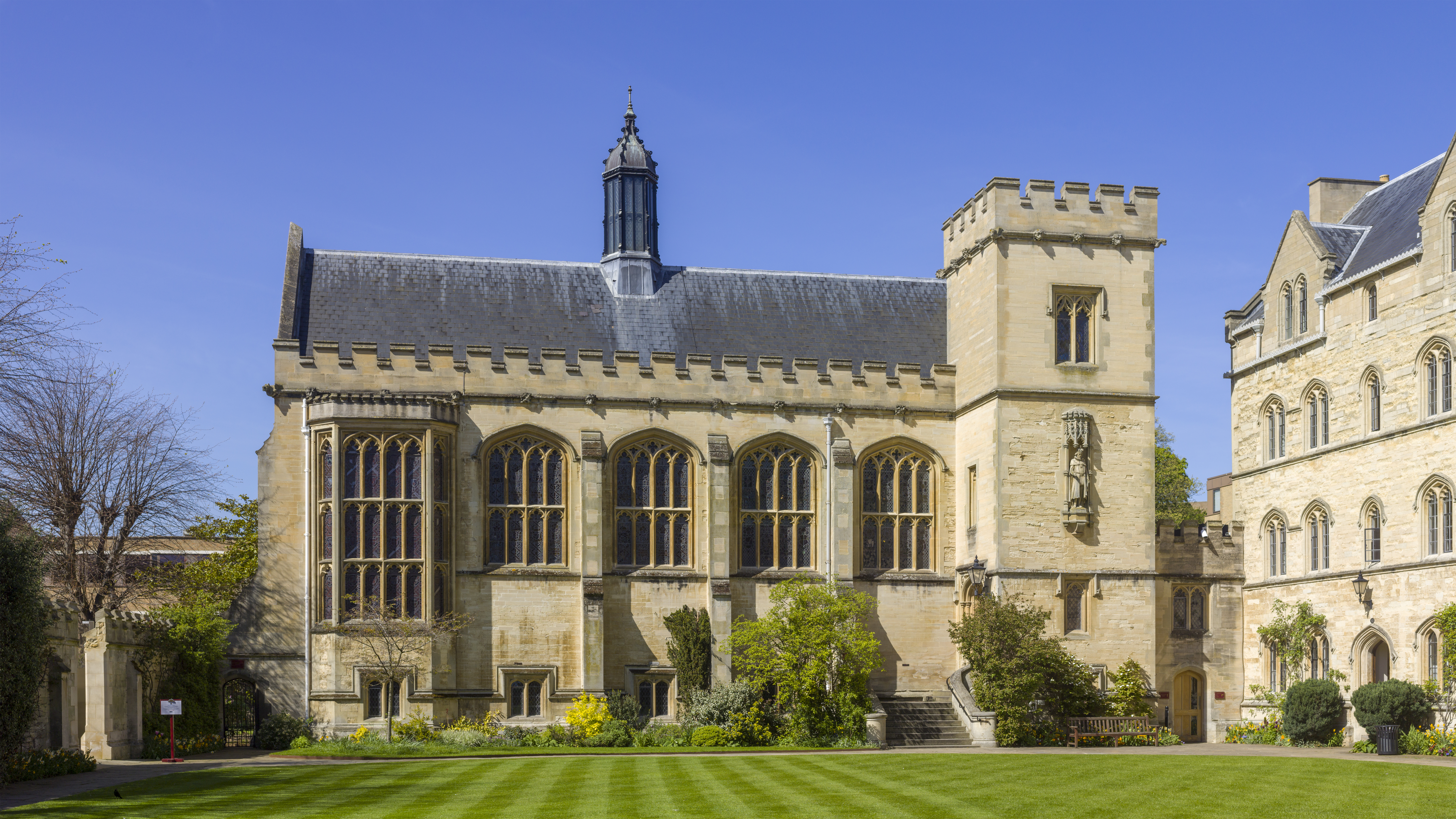
Pembroke Colleges innergård och stora salsbyggnad.

Ej att förväxla med Pembroke College, Cambridge.
Pembroke College är ett college vid Oxfords universitet i England, beläget i södra delen av Oxfords historiska innerstad vid Pembroke Square. Colleget grundades 1624 av kung Jakob I (VI) av England och Skottland, med medel från malttillverkaren Thomas Tesdales arv, och namngavs efter William Herbert, 3:e earl av Pembroke.
Bland kända personer som studerat vid Pembroke College finns kung Abdullah II av Jordanien, de amerikanska politikerna J. William Fulbright och Pete Buttigieg, författaren Samuel Johnson och Ungerns premiärminister Viktor Orbán. J. R. R. Tolkien var fellow och undervisade vid colleget under perioden från 1925 till 1945, den period då han skrev romanerna Bilbo – En hobbits äventyr, Sagan om ringen och Sagan om de två tornen.